# 独立混成旅团
独立混成旅团是日军的一种旅級部隊编制，不隶属于某个师团，遂行独立的战斗战役任务，多为守备部队，配备轻便步兵武器，为战术单位，适合山地作战。在戰後的日本陸上自衛隊中將此級單位改稱為混成團。

## 历史
1934年编成的独立混成第1旅团与独立混成第11旅团。
1938年2月担任占领区警备任务的“独立混成旅团”成为定制。
太平洋战争爆发时，日軍共有51个师团，39个混成旅团。其中深陷中國战场的有35个师团加38个独立混成旅团；派往太平洋战略方向的有11个师团和1个混成旅团（占地面部队总数的20%）。
独立混成旅团兵力约5,000人，通常的编制为：
- 旅团部
- 独立步兵大队5个，亦有辖4或6个独立步兵大队
- 旅团炮兵队（野炮或山炮2~3个中队）
- 旅团工兵队
- 旅团通信队

1941年中国派遣军编成的独混第21旅团，以野战为目，其编成、火力、机动力上都有大幅提升。 
日本陆军累计组建（含重组、另组）独立混成第1至第136旅团（内有12个缺号：41、42、63、68、74、93、94、99、104、106、110、111），其中投入中国关内战场37个，占29.4%。
- 25个独立混成旅团扩编改制为师团。其中，1942年中国战场26个师团中的7个抽掉到南方军，7个独立混成旅团改编为「治安师团」（丙师团）。
- 独立混成第1旅团（首次组建）撤销番号
- 中国关内战场15个；
- 独立混成第47、48旅团在中太平洋覆没，
- 独立混成第44旅团在冲绳岛覆没，
- 独立混成第21旅团南太平洋覆没均撤销番号，

战败投降时日本陆军有96个独立混成旅团，其中中国关内战场22个，占22.9%。

### 独立混成第一旅团
1934年3月在日本国内编成，辖独立步兵第1联队及特种部队，当年编入关东军轮值。“七七事变”爆发后，7月11日日本内阁正式通过向中国派兵的决定，独立混成第1旅团奉命调往平津地区入列中国驻屯军，旅团长酒井镐次、安冈正臣，参加攻占北平作战。8月16日起隶属新组建的关东军察哈尔派遣兵团，参加攻占大同。调回关东军后于1938年8月撤销。
1939年7月在河北第二次组建独立混成第1旅团。直属华北方面军。驻邯郸，历任旅团长谷口吴朗、铃木贞次、小松崎力雄，日本战败投降后在定县缴械。

### 独立混成第二旅团
1938年2月在北平地区编成，隶属驻蒙军。驻防张家口。“八一五”后随驻蒙军司令部退至平津地区，在沙河镇缴械。

### 独立混成第三旅团
1938年2月在北平地区编成。历任旅团长佐佐木到一、柳下重治、吉泽忠男、长野佑一郎、毛利末广、小原一明、山田三郎。在第一军序列内参加1938年徐州会战。后驻防山西崞县至终战缴械。

### 独立混成第四旅团
1938年2月在河北编成。隶属第一军，1938年参加徐州会战，后驻防山西，担任正太铁路警备。1943年5月在山西扩编为第六十二师团。历任旅团长河村董、百武晴吉、片山省太郎、津田美武、中岛德太郎。

### 独立混成第五旅团
1938年2月在天津编成。隶属第二军，1938年参加徐州会战。后隶属第十二军，驻防青岛至终战缴械。历任旅团长秦雅尚、秋山义兑、关原六、内田银之助、长野荣二。

### 独立混成第六旅团
1939年1月在山东莒县编成。就地驻防。隶属第十二军。1943年5月撤销番号，部队编入新建的第62、第63师团。历任旅团长土屋兵马、山田铁二郎、盘井虎二郎、奥村半二。

### 独立混成第七旅团
1939年1月在天津编成，直属华北方面军，驻山东惠民。1944年3月在第12军参加豫中会战。1944年7月在河南扩编为第115师团。历任旅团长水原义重、稻川直卫、林芳太郎、秋山义隆、多贺哲四郎。

### 独立混成第八旅团
1939年1月在石家庄编成。直属华北方面军，驻防古北口、石匣至终战缴械。历任旅团长某川四郎、水原义重、吉田峰太郎、竹内安守。

### 独立混成第九旅团
1939年1月在山西编成。隶属第一军，驻太原。1941年4月参加中条山会战。1941年12月在第11军序列参加第三次长沙会战。1944年3月在第12军序列参加豫中会战，1945年直属华北方面军，驻大沽至终战缴械。历任旅团长越生虎之助、麦仓俊三郎、池上贤吉、岩永汪、雨宫巽、藤冈武雄、的野宪三郎。

### 独立混成第十旅团
1939年1月在济南编成。隶属第12军，驻邹县，1942年2月在泰安扩编为第59师团。历任旅团长水野信、河田槌太郎、大熊贞雄。

### 独立混成第十一旅团
1934年10月在日本国内编成，辖独立步兵第11、12联队及特种部队，当年调入关东军轮值。“七七事变”爆发后，7月11日日本内阁正式通过向中国派兵的决定，从关东军调往平津地区入列中国驻屯军，旅团长铃木重康，参加攻占北平、南口作战。1937年9月30日扩编为第26师团。 
1939年1月在浙江第二次组建独立混成第11旅团。直属华中派遣军。驻嘉兴，后隶第13军，1942年2月在苏州扩编为第60师团。历任旅团长富士井末吉、高桥重三、堤三树男。

### 独立混成第十二旅团
1939年1月在苏州编成，直属华中派遣军，驻泰县。后隶第13军，1943年5月在扬州扩编为第64师团。历任旅团长丸山定、南部襄吉。

### 独立混成第十三旅团
1939年1月在淮南编成，直属华中派遣军驻庐州，1943年5月在庐州扩编为第65师团。历任旅团长尾崎义春、山村治雄、赤鹿理、早某四郎。

### 独立混成第十四旅团
1939年1月在九江编成，隶属第11军驻九江，1942年2月在九江扩编为第68师团。历任旅团长藤堂高英（1940年6月阵亡）、中山。

### 独立混成第十五旅团
1939年7月在北平编成，直属华北方面军。驻防北平。1943年5月在北平扩编为第63师团。历任旅团长南云亲一郎、长谷川美代治、田中勤、田中信男。

### 独立混成第十六旅团
1939年11月在山西汾阳编成，隶属第1军。1941年4月参加中条山会战。1942年2月在汾阳扩编为第69师团。历任旅团长村井俊雄、若松平治。

### 独立混成第十七旅团
1939年11月在上海编成，隶属第13军驻松江，1943年4-5月隶属第11军参加鄂西会战，后直属第6方面军，在岳阳终战缴械。历任旅团长长谷川正宪、楠山秀吉、田上八郎、高品彪、岸川健一、谷实夫。

### 独立混成第十八旅团
1939年11月在江西安义编成，隶属第11军驻九江地区，1942年2月在湖北应城扩编为第58师团。历任旅团长萱岛高、堤不夹贵。

### 独立混成第十九旅团
1940年12月在汕头编成，编入华南方面军，后隶第23军，驻防潮州地区，1945年2月在汕头撤销，部队并入新组建的第129、130师团。历任旅团长远藤春山、松井贯一、中村次喜藏、近藤新八。

### 独立混成第二十旅团
1940年12月在上海编成编入第11军，辖4个独立步兵大队，驻防南昌地区。1941年参加上高会战，后隶属第13军，1942年2月在宁波扩编第70师团。历任旅团长池田直三、野副昌某。

### 独立混成第二十二旅团
1942年12月在广东编成，入列第23军，旅团长长米山米鹿，驻防广东中山，1944年8月参加桂柳会战，后隶属第11军，日本投降后从广西全县撤至湖北武穴终战缴械。

### 独立混成第二十三旅团
1943年1月在台湾编成，辖6个独立步兵大队，登陆雷州半岛编入第23军，1944年8月参加桂柳会战，在佛山终战缴械。历任旅团长长渡左近、下河辺宪二。

### 独立混成第六十二旅团
1944年7月以第13军乙支队在福州编成，辖6个独立步兵大队，历任旅团长长岭喜一、安藤忠雄。1945年2月隶属第6军，5月从福州退缩至松江终战缴械。

### 独立混成第七十三旅团
1944年10月11日，关东军以第1师团留守官兵为骨干，在其营址新组建了第73独立混成旅团，旅团长为石川只夫少将。下辖5个(第445、446、447、448、449)步兵大队，1个搜索大队，1个炮兵大队，1个辎重大队，1个工兵大队，1个通信大队。总兵力9000人。有山炮12门、步兵炮16门，重机枪40～60挺、轻机枪和掷弹筒各180余挺(具)、步枪5300余支，并配有军马近1200匹。1945年1月16日，扩编为第123师团。

### 独立混成第八十一旅团
1945年2月以第1野战补充队在湖南湘潭编成，隶属第20军，历任旅团长森村经太郎、专田盛寿，在株洲终战缴械。

### 独立混成第八十二旅团
1945年2月以第2野战补充队在湖南株洲编成，历任旅团长横山臣平、樱庭子郎，后隶属第20军，在湖南新墙河终战缴械。

### 独立混成第八十三旅团
1945年2月以第5野战补充队在汉口编成后驻防，旅团长田盐鼎三，后直属第6方面军，在湖北黄陂终战缴械。

### 独立混成第八十四旅团
1945年2月以第9野战补充队在九江编成就地驻防，旅团长中尾小六，直属第6方面军，在九江终战缴械。

### 独立混成第八十五旅团
1945年2月以第10野战补充队在应城编成就地驻防，旅团长松井节，直属第6方面军，在应城终战缴械。

### 独立混成第八十六旅团
1945年2月在湖南宝庆编成，隶属第20军，旅团长上野原吉，在湖北嘉鱼终战缴械。

### 独立混成第八十七旅团
1945年2月在湖南郴州编成，隶属第11军，旅团长小山义巳，在江西都昌终战缴械。

### 独立混成第八十八旅团
1945年2月在广西全县编成，隶属第11军，旅团长皆藤喜代志，日本投降后从广西全县退至湖北金口终战缴械

### 独立混成第八十九旅团
1945年2月以甲支队在温州编成，旅团长梨冈寿男，6月从温州退缩至奉化，隶属第6军，在上海终战缴械。

### 独立混成第九十旅团
1945年2月以第4野战补充队在扬州编成，旅团长山本源右卫门，隶属第13军，在镇江终战缴械。

### 独立混成第九十一旅团
1945年2月以第11野战补充队在宁波编成，历任旅团长岩本高次、宇野节，隶属第6军。在杭州、慈溪终战缴械。

### 独立混成第九十二旅团
1945年2月以第12野战补充队在大同编成，旅团长瓦田隆根，隶第13军。1945年从上海地区调河南，老河口战役时担任警备。在郾城终战缴械。

### 独立混成第一三二旅团
1945年5月关东军组建东宁旅团，7月30日改制为独立混成第一三二旅团，隶属第三军。编成为2个步兵大队，2个野炮大队，2个重榴炮大队（280毫米10倍径重榴炮），2个工兵小队。共5545人。驻防东宁县的国境要塞。并指挥第一国境守备队。

### 独立混成第一三五旅团
1945年1月16日，关东军按照日本陆军本部的“陆军甲第106号”命令，在原第6国境守备队的基础上，由第7国境守备队驻山神府、神武屯的留守部队及驻爱辉的辎重队等合编组建该旅团，接防第6国境守备队的防卫阵地。司令部设在西岗子南山。总兵力6000余人。
- 旅团长浜田十之助少将
- 参谋长须贺田正美少佐
- 副官部森川孝大尉
- 后备部盆子原正一中尉
- 经理部河端耕次郎大尉
- 军医部杉山一
- 兽医部下山九一
- 暗号班须贺喜八郎
- 第795步兵大队
- 第796步兵大队
- 第797步兵大队
- 第798步兵大队
- 挺进大队
- 炮兵大队
- 辎重大队
- 独立速射炮第30大队
- 工兵大队又2个工兵中队
- 通信中队
- 陆军医院

旅团兵力配置：
- 第6（瑷珲）国境阵地
  - 西岗子南山（梯铁山和山神屯、五马子山、松树沟、鸡心山等）：设有20余个抵抗枢纽部和独立支撑点。步兵8个中队（第一步兵大队1～4中队、第二步兵大队5～8中队）、炮兵4个中队（十榴弹炮12门、十加农炮4门、中迫击炮14门、高射炮12门）、工兵1个大队
  - 潮水地域：第三步兵大队(9～10中队)的2个步兵中队
- 第7国境阵地（黑河城区西南台地稗子沟一带）：步兵5个中队、炮兵3个中队、工兵1个中队。十五加农炮2门、九○式野炮4门、十榴弹炮4门、迫击炮18门、高射炮10门、重掷筒54个、九二式步兵炮8门、阻击炮2门、九四式37毫米炮16门、重机关枪62挺、轻机关枪54挺。
- 第13国境阵地(黑河城区以西法别拉)独立支撑点：步兵4个中队、炮兵3个中队、工兵1个中队。十五加农炮2门、十加农炮4门、十五榴弹炮4门、九○式野炮1门、三八式改造野炮3门、山炮12门、迫击炮48门、九四式37毫米炮6门、步兵炮6门、重机关枪48挺、轻机关枪36挺、机关炮8门

1945年8月，苏联远东第2方面军红旗第2集团军右翼部队由红旗阿穆尔河区舰队独立登陆驳船中队输送，在黑河西牡丹江登岸。步兵第396师（师长弗契金上校）和坦克第258旅，火炮、迫击炮1270门，坦克、自行炮240辆，围歼该旅团。战斗从8月9日6时30分发起，8月22日西岗子地下工事中的日军缴械投降，激战11天，共俘日军4520人，苏军伤亡1000余人。

### 独立混成第一三六旅团
1944年7月10日，因关东军的主力部队几乎全部调走，根据关东军总部的整编命令，由第5、6、7国境守备队大部编成独立混成136旅团，驻嫩江县。旅团长土谷直二郎少将，实有兵力5690人。1945年8月，向苏联远东第2方面军红旗第2集团军右翼部队投降。

## 外部連結
- 師団一覧
- 帝國陸軍～その制度と人事～
- 陸軍師団長一覧
- 日本陸海軍事典